# عادل عبد الرحمن (لاعب كرة قدم)
عادل عبد الرحمن (مواليد 11 ديسمبر 1967) هو لاعب كرة قدم مصري دولي سابق، لعب مع نادي الأهلي في الثمانينات وأوائل التسعينات بمركز خط الوسط. كان ضمن قائمة منتخب مصر المشاركة في كأس العالم 1990 في إيطاليا.
الفوز بكأس أفريقيا 1988 مع المنتخب المصري ( معلومة خطأ )
التأهل لمونديال 1990 في إيطاليا
الفوز مع النادي الأهلي ببطولة دوري ابطال أقريقيا ( ابطال الكأس و ليس ابطال الدوري )1993 بتسجيله هدف الفوز الوحيد في مرمى أفريكا سبور من ساحل العاج في مباراة الإياب على أرض استاد القاهرة من ركلة جزاء ( الذهاب 1-1 )
اعتزل اللعب عام 1995

## روابط خارجية
- عادل عبد الرحمن على موقع الاتحاد الدولي (مؤرشف)  (الإنجليزية)
- عادل عبد الرحمن على موقع قاعدة بيانات كرة القدم.إي يو (الإنجليزية)
- عادل عبد الرحمن على موقع ناشيونال فوتبول تيمز (الإنجليزية)
- عادل عبد الرحمن على موقع Soccerway.com (الإنجليزية)
- عادل عبد الرحمن على موقع عالم كرة القدم.نت (الإنجليزية)